# Costante di Brun
La costante di Brun (più formalmente costante di Brun per i numeri primi gemelli) è una costante matematica, corrispondente al limite di una serie, la cui convergenza è una conseguenza del teorema di Brun, elaborato da Viggo Brun nel 1919.
Egli ha mostrato che la somma dei reciproci dei numeri primi gemelli (coppie di numeri primi che differiscono di 2) converge a una costante, chiamata col suo nome.
È indicata solitamente con B2:
{\displaystyle B_{2}=\left({\frac {1}{3}}+{\frac {1}{5}}\right)+\left({\frac {1}{5}}+{\frac {1}{7}}\right)+\left({\frac {1}{11}}+{\frac {1}{13}}\right)+\left({\frac {1}{17}}+{\frac {1}{19}}\right)+\left({\frac {1}{29}}+{\frac {1}{31}}\right)+\cdots }
in forte contrasto con il fatto che la somma dei reciproci di tutti i numeri primi è divergente. Questo significa che anche se ci fossero infiniti primi gemelli (come ipotizzato dalla celebre congettura) questi sarebbero "una frazione infinitesima dei numeri primi".
Calcolando i numeri primi gemelli fino a 1014 (e scoprendo nel frattempo il Pentium FDIV bug), Thomas R. Nicely ha stimato euristicamente un valore di 1,902160578 per la costante di Brun. La migliore stima al giorno d'oggi è stata fornita da Pascal Sebah e Patrick Demichel nel 2002 che, usando tutti i numeri primi gemelli fino a 1016, hanno fornito l'approssimazione
B2 ≈ 1,902160583104.
Esiste anche una costante di Brun per i numeri primi quadrupli. Una quadrupla di primi è una coppia di coppie di numeri primi gemelli, separati da una distanza di 4 (la minore distanza possibile). Le prime quadruple sono (5, 7, 11, 13), (11, 13, 17, 19), (101, 103, 107, 109). La costante di Brun per i numeri primi quadrupli, indicata con B4, è la somma dei reciproci di tutti i numeri primi quadrupli:
{\displaystyle B_{4}=\left({\frac {1}{5}}+{\frac {1}{7}}+{\frac {1}{11}}+{\frac {1}{13}}\right)+\left({\frac {1}{11}}+{\frac {1}{13}}+{\frac {1}{17}}+{\frac {1}{19}}\right)+\left({\frac {1}{101}}+{\frac {1}{103}}+{\frac {1}{107}}+{\frac {1}{109}}\right)+\cdots }
e ha il valore:
B4 = 0,87058 83800 ± 0,00000 00005.
Questa costante non deve essere confusa con la costante di Brun per i numeri primi cugini, cioè coppie di numeri primi della forma (p, p + 4), anch'essa scritta come B4.